# Augustinerkloster Erfurt

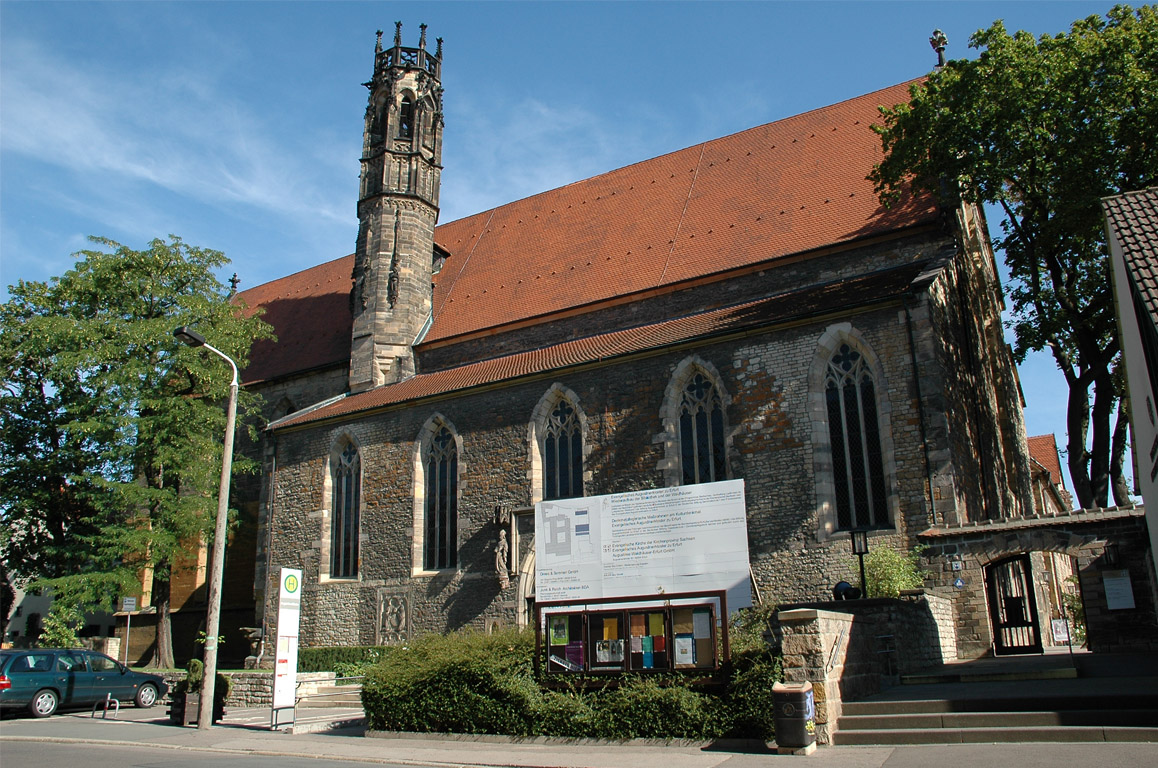
Kirche des Augustinerklosters Erfurt (2007)

Das Augustinerkloster in Erfurt ist ein ab 1277 erbautes ehemaliges Kloster der Augustiner-Eremiten, in dem Martin Luther zwischen 1505 und 1511 als Mönch lebte. (Im Löwen- und Papageien-Fenster der Chorfenster der Augustinerkirche des Klosters befindet sich das Vorbild der Lutherrose.) Nach der Reformation ging das Kloster 1525 in den Besitz der Evangelischen Kirche über; 1559 wurde es von der Stadt Erfurt säkularisiert. Im Jahr 1945 wurden Teile des Klosters bei einem Luftangriff zerstört, jedoch bald soweit wieder aufgebaut, dass die Anlage einer neuen Nutzung zugeführt werden konnte, sie wurde offizielle Luther-Gedenkstätte und Teile dienten als Predigerschule. Nach der Wende, um 1994 wurde das Augustinerkloster Dienstsitz der Propstei Erfurt-Nordhausen. Das Gebäude wird vor allem als Tagungs- und Begegnungszentrum genutzt. Das Kloster wurde ab dem Jahr 2000 umfassend restauriert und modernisiert. Es ist anerkanntes Kulturdenkmal nach dem Thüringer Denkmalschutzgesetz.

## Geschichte

### Anfänge und Ausbau

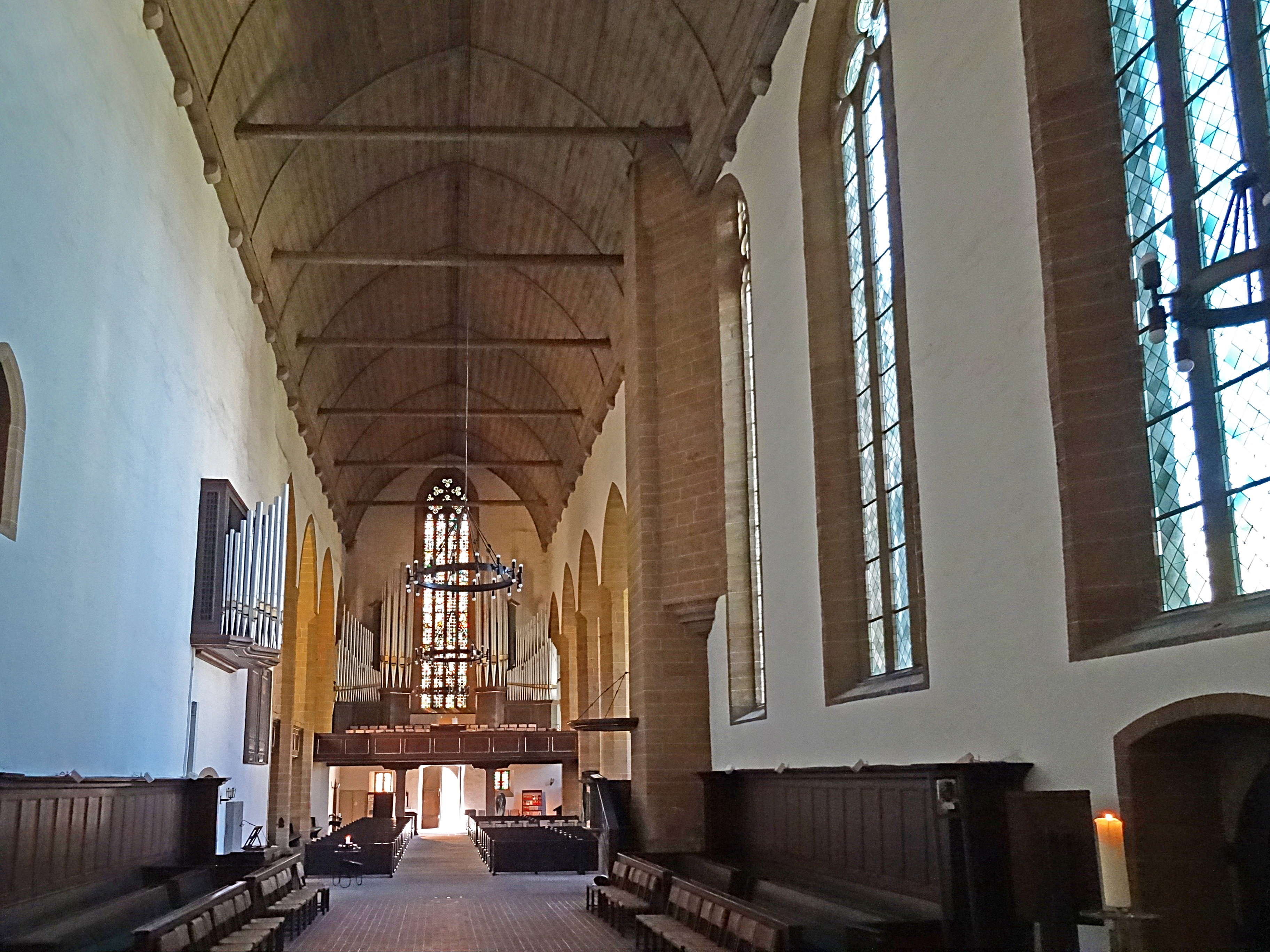
Blick durchs Mittelschiff

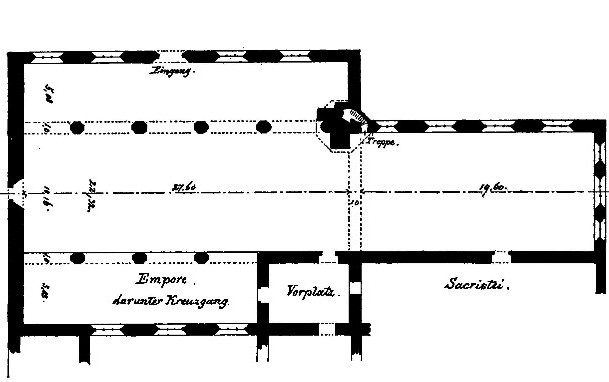
Grundriss der Augustinerkirche 1890

Seit 1266 gab es eine Niederlassung der Augustiner-Eremiten in Erfurt. Diese wurden ab 1273, nach Streitigkeiten mit der Stadt, zeitweise vertrieben, kehrten jedoch 1276 endgültig zurück. Sie wählten als Sitz die um 1131 errichtete Kirche St. Philippi und Jacobi an der Comthurgasse. 1277 begann der Aufbau des Klosters. Die Mittel für die umfangreichen Bauarbeiten wurden in den zurückliegenden Jahrhunderten durch Almosen und den Verkauf von Ablässen aufgebracht. Bis 1518 wurde so der Bau der Bibliothek, Katharinenkapelle, des Kapitelsaals, des Kirchturms, eines Kreuzgangs, des Langhauses, der Waidhäuser und des Neuen Priorats zwischen Bibliothek und Waidhäusern finanziert. Besonders bemerkenswert an den erhaltenen Bauten sind die zwischen 1310 und 1340 hergestellten Farbglasfenster der Kirche sowie die Außenkanzel, die bezeugt, dass seinerzeit für große Menschenmengen Predigten auch im Freien abgehalten wurden.
Bedeutend war die Schule des Klosters. In ihr wurde, begründet von Heinrich von Friemar (dem Älteren), das Studium generale angeboten. Ab Anfang des 14. Jahrhunderts folgte dazu auch der Aufbau der Klosterbibliothek. 1516 wurde das Bibliotheksgebäude fertiggestellt. Zwischen 1505 und 1511 gehörte Martin Luther dem Kloster an. 1507 wurde er zum Priester geweiht und las hier am 2. Mai 1507 seine erste Messe.

### Reformation

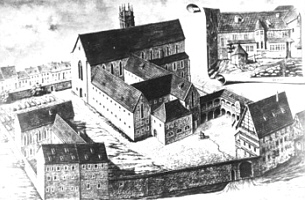
Augustinerkloster im 16. Jahrhundert

Johannes Lang, ein guter Freund Luthers, wurde 1522 Prior des Klosters und bereitete in Erfurt und Umgebung die Reformation vor. Noch im selben Jahr trat Lang zusammen mit vielen der Mönche aus dem Orden aus. 1525 wurde die Kirche der Johannesgemeinde übergeben. 1556 starb der letzte Mönch. Endgültig säkularisiert wurde das Kloster 1559.
Ab 1561 wurden Westflügel und Priorat vom Ratsgymnasium der Stadt genutzt. Dafür wurde das Dormitorium in Unterkünfte für die Schüler umgebaut. Die Schule bestand bis 1820. Die Klosterbibliothek wurde im Verlauf der Reformation beschädigt, lebte aber 1646 wieder auf, als die Bibliothek des Evangelischen Ministeriums hier einzog. Das evangelische Waisenhaus nutzte ab 1669 einen Teil des vormaligen Klosters.
Die Augustinereremiten siedelten sich Mitte des 17. Jahrhunderts wieder in Erfurt an, allerdings an anderer Stelle: Sie bauten den neben der Wigbertikirche gelegenen Valentinerhof zu einem Kloster um. 1822 wurde auch dieses Kloster aufgelöst.

### 19. Jahrhundert
Das Neue Priorat wurde, da es baufällig war, und die Mittel zur Renovierung fehlten, 1821 abgerissen. Der Westflügel des Klosters wurde ab dieser Zeit, nach Ende der Schule, zusammen mit dem Alten Priorat, der Bibliothek und den Waidhäusern vom Martinsstift genutzt, einer Einrichtung, die sich um die Erziehung von Waisen bzw. von verwahrlosten Kindern kümmerte. 1840 bis 1846 wurden der Westflügel und das Priorat nach Entwürfen von Karl Friedrich Schinkel umgebaut, wobei der Verbindungsgang zwischen Westflügel und Bibliothek errichtet wurde. Diese Renovierung und Modernisierung blieb jedoch vorerst Stückwerk; die Kirche selbst musste 1844 wegen Baufälligkeit geschlossen werden.
Eine Verbesserung brachte erst ein Bittbrief an König Friedrich Wilhelm IV. Mit von ihm bewilligten Mitteln wurde die Kirche 1848, nach dem Scheitern der Frankfurter Nationalversammlung, im neugotischen Stil zum Sitz des Erfurter Unionsparlaments umgebaut. Zu den Mitgliedern dieses Parlaments gehörte auch Otto von Bismarck. Nach dem Ende des kurzlebigen Parlaments wurden die Räumlichkeiten ab 1852 wieder zum Sakralbau, die Kirche 1854 von neuem geweiht.

### 20. Jahrhundert

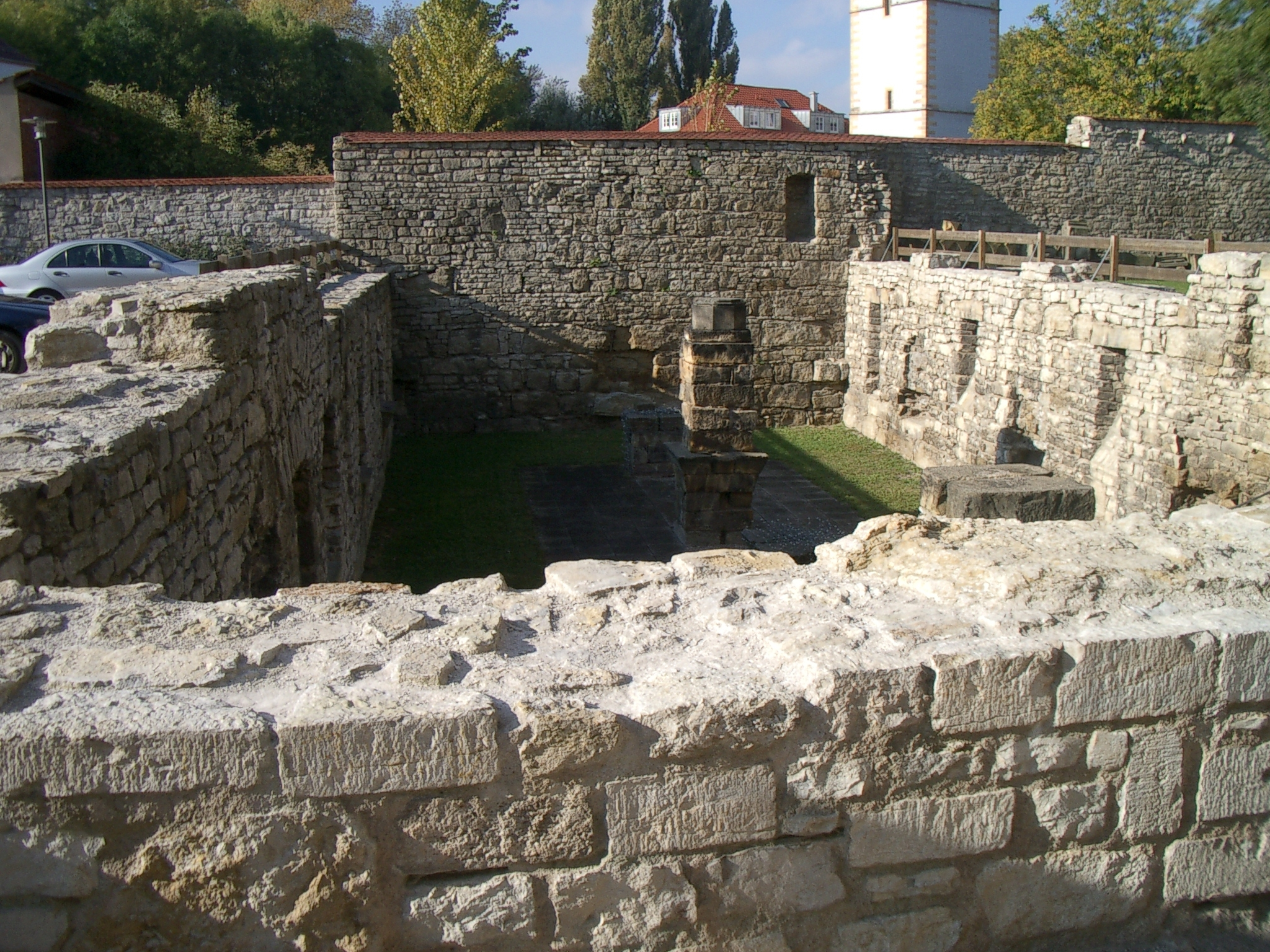
Keller der 1945 bombenzerstörten Augustinerbibliothek im Jahre 2005

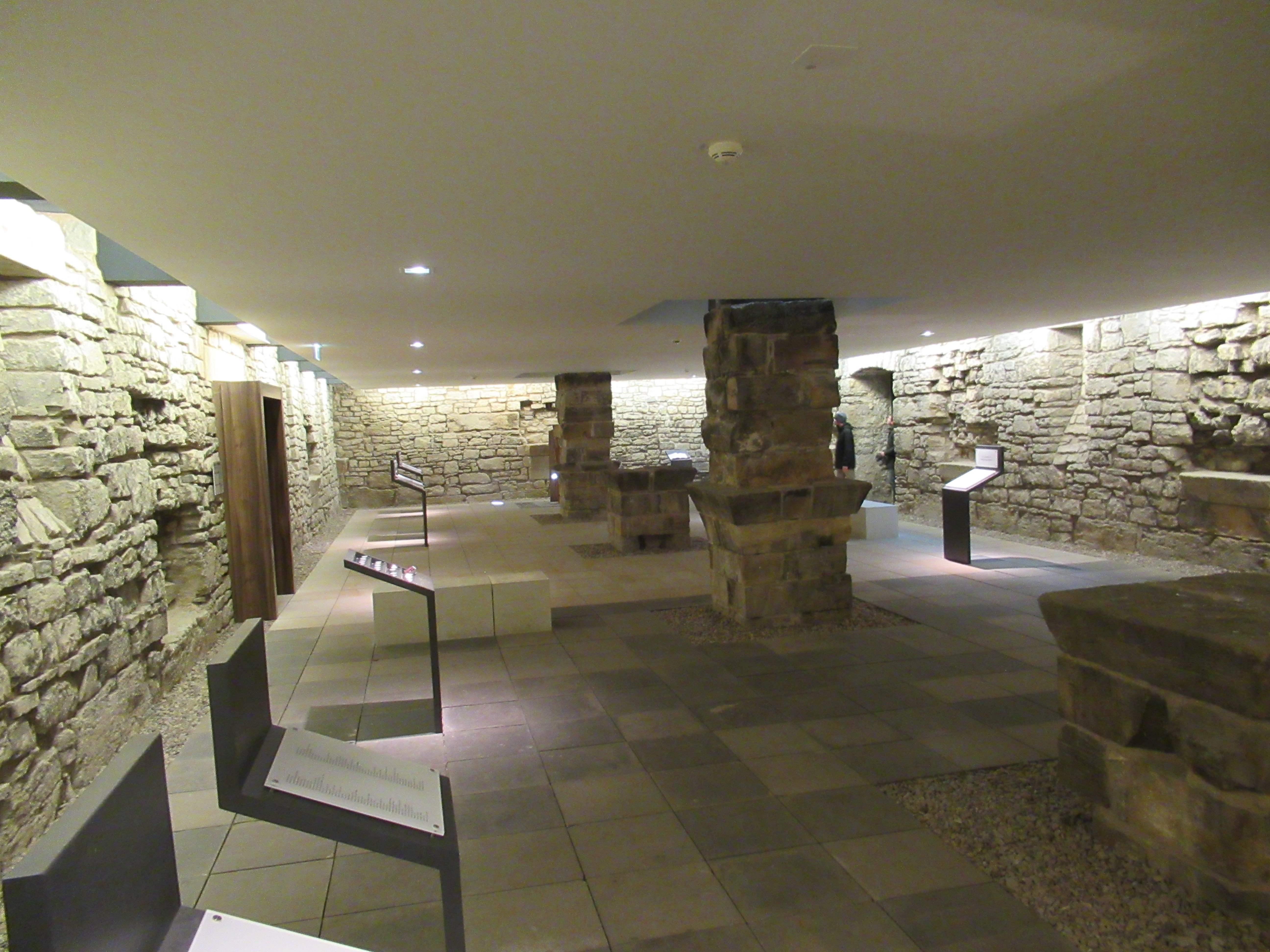
Ort der Stille (2019) im früheren Luftschutz-Keller (267 Bombentote)

#### Rekonstruktion 1936 bis 1938
1936 bis 1938 erfolgte die Rekonstruktion der Kirche im Stil des 14. Jahrhunderts und eines Teils des Klosters unter Leitung des Architekten Theo Kellner in Verbindung Hermann Giesau und Charles Crodel, der eine taubenblaue Deckenbemalung und ein Westfenster schuf. Im Wesentlichen ist die Kirche nach Beheben der schweren Kriegsschäden noch heute in diesem Zustand zu sehen. Auch das Erdgeschoss des Bibliotheksgebäudes wurde umgestaltet, um es für museale Zwecke zu nutzen. Die Realisierung weiterer Planungen verhinderte der Krieg.

#### Zerstörung 1945
Gegen Ende des Zweiten Weltkriegs wurde im Rahmen der Luftangriffe auf Erfurt am 25. Februar 1945 der gesamte Klosterbereich durch einen britischen Bombenangriff mit zwei Minenbomben erheblich in Mitleidenschaft gezogen. Völlig zerstört wurden das Bibliotheksgebäude und die Waidhäuser durch Volltreffer, schwer beschädigt die Klausur, insbesondere das Winterrefektorium mit dem alten Priorat, der südliche Teil des Westflügels und der Verbindungsbau zur Bibliothek. Stark beschädigt waren auch die Kirche, der Kreuzgang, das Waisenhaus und das Gästehaus. Alle stehengebliebenen Gebäude verloren durch den Luftdruck der Detonationen ihre Dächer, Fenster und Türen, so auch die Augustinerkirche selber. Deren hölzernes Spitztonnengewölbe hatte sich erheblich verschoben.
Kunstschutz: Die vier äußerst wertvollen Buntglasfenster des Altarraums aus dem 14. Jahrhundert blieben nur durch rechtzeitige Auslagerung in die Dorfkirche Hohenfelden erhalten. Die Sandsteinfiguren bedeutender Erfurter Persönlichkeiten auf Epitaphen im Innenraum waren durch Ummauerung geschützt worden.
Die große Walcker-Orgel erlitt geringere, die kleinere beträchtliche Schäden.
Zahlreiche Erfurter, überwiegend Frauen und Kinder – viele aus dem evangelischen Waisenhaus –, hatten in dem als öffentlicher Luftschutzraum ausgewiesenen Keller der Kloster-Bibliothek Zuflucht gesucht. 267 Menschen fanden bei dem Luftangriff den Tod. Aus den Trümmern konnte durch ein Rettungskommando aus Soldaten des Erfurter Panzerregiments als einzige Überlebende ein 7-jähriges Mädchen befreit werden, das einen Arm verlor. Unter den Toten war auch Theodor Mundle, Pfarrer der Augustinergemeinde. Der Keller wurde in den Jahren darauf der „Todeskeller“ genannt. Eine Tafel mit den Namen der Opfer an der Klosterruine erinnerte die Besucher bis zu ihrer Entfernung im Jahre 2010 weiter an die Tragödie. Hingegen wurde eine Tafel an der Außenmauer des Klosters, die auf den „angloamerikanischen Terrorangriff“ hingewiesen hatte, bereits während der Wende 1990 beseitigt.
Verloren ging bei dem Luftangriff vollständig die künstlerische Ausstattung des Bibliotheksgebäudes, darunter des Betsaals für die Waisenkinder. Auch ein großer Teil der wertvollen Bücher des Martinsstifts wurde vernichtet. Diese Bibliothek hatte 3200 Bände umfasst. Durch Auslagerung in Dorfkirchen in der Nachbarschaft von Erfurt sind hingegen die Buchbestände des Evangelischen Ministeriums weitgehend gerettet worden. Verluste traten bei der zeitweiligen Lagerung der Bücher im Freien nach der Rückführung auf.
Der Erfurter Rechtsanwalt Selmar Bühling vertrat nach 1945 die Gemeinde und das Kloster gegen Besitzansprüche der Stadt Erfurt und des Landes Thüringen, bis er 1949 aus politischen Gründen nach West-Berlin floh.

#### Wiederaufbau
Schon kurz nach Ende des Kriegs begann unter großen Schwierigkeiten der Wiederaufbau der zerstörten und beschädigten Gebäude. Daran hatte der frühere Wehrmachtspfarrer Siegfried Hotzel erheblichen Anteil, der von April 1945 bis zu seiner Pensionierung 1960 die Augustinergemeinde betreute. Die Enttrümmerung erfolgte durch einen Bautrupp angelernter politisch belasteter Männer unter Leitung des Architekten Jakob Wassum. Die Leitung des Wiederaufbaues hatte der bekannte Erfurter Architekt Theo Kellner inne, ihm zur Seite stand der Stadtbaurat Karl Tetzner. Als Kellner nach Frankfurt am Main ging, übernahm Tetzner voll die Aufbauleitung. Er wurde unterstützt von der Architektin Käthe Menzel-Jordan und dem Bauingenieur Richard Fischer.

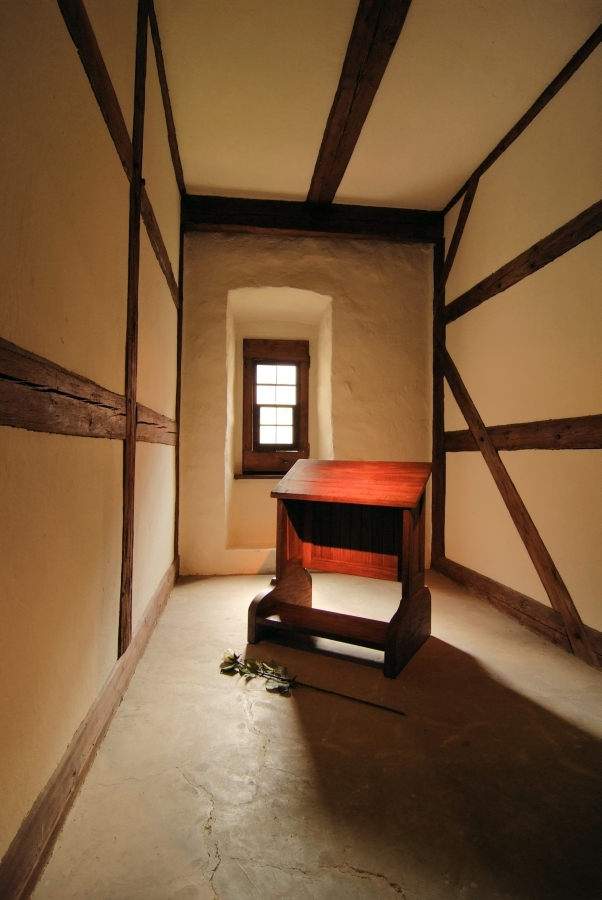
Lutherzelle

1946 bis 1957 wurden die Kirche, der Kreuzgang, der Ostflügel und das Gästehaus wiederhergestellt. 1947 konnten auch die wegen der Luftangriffe ausgelagerten vier mittelalterlichen Kirchenfenster im Bereich des Hohen Chors wieder eingesetzt werden, mit Hilfe des aus Prag geflohenen Hajna, Spezialist für Kirchenfenster. Beide Orgeln wurden unter Leitung des Orgelbaumeisters Laux aus Gispersleben mit Ersatzteilen aus Westdeutschland wiederinstandgesetzt. Die Lutherzelle war durch Beschädigung undicht geworden, wurde vom Schwamm erfasst, gesperrt, abgebrochen und dann wieder aufgebaut: in klösterlicher Schlichtheit, wie sie sich auch heute zeigt.

#### Weitere Ereignisse
1960 zog die Evangelische Predigerschule in das Kloster ein, die bis 1993 bestand. 1980 wurde auf dem Gelände des Klosters eine Ausstellung über Martin Luther eingeweiht. Im selben Jahr zog auch die Bibliothek des Evangelischen Ministeriums ein. Da der Staatsratsvorsitzende Erich Honecker das Augustinerkloster als eine von vier Luthergedenkstätten der DDR anerkannt hatte, kam es nicht zum vorgesehenen Abriss des Westflügels und dem Bau eines Schwimmbads auf dem Gelände des Augustinerklosters. 1988 wurde ein kirchliches Tagungsheim eröffnet, finanziert aus einem Kirchenbauprogramm in der DDR.
Am 28. September 1989 fand im Rahmen der Friedlichen Revolution in der Kirche mit nahezu 1000 Besuchern ein Informationsabend der damals noch oppositionellen Sammlungsbewegung Demokratischer Aufbruch statt, bei dem der Pfarrer und spätere SPD-Bundestagsabgeordnete Edelbert Richter die Ziele der Bewegung erläuterte. In den Jahren 1989 und 1990 gab es noch weitere politische Veranstaltungen in der Kirche.

### Seit 1990

#### Umfassende Rekonstruktion und neue Nutzungen
Erst nach der deutschen Wiedervereinigung im Jahr 1990 wurde der Dienstsitz der Propstes des Sprengels Erfurt in das Alte Priorat verlegt.

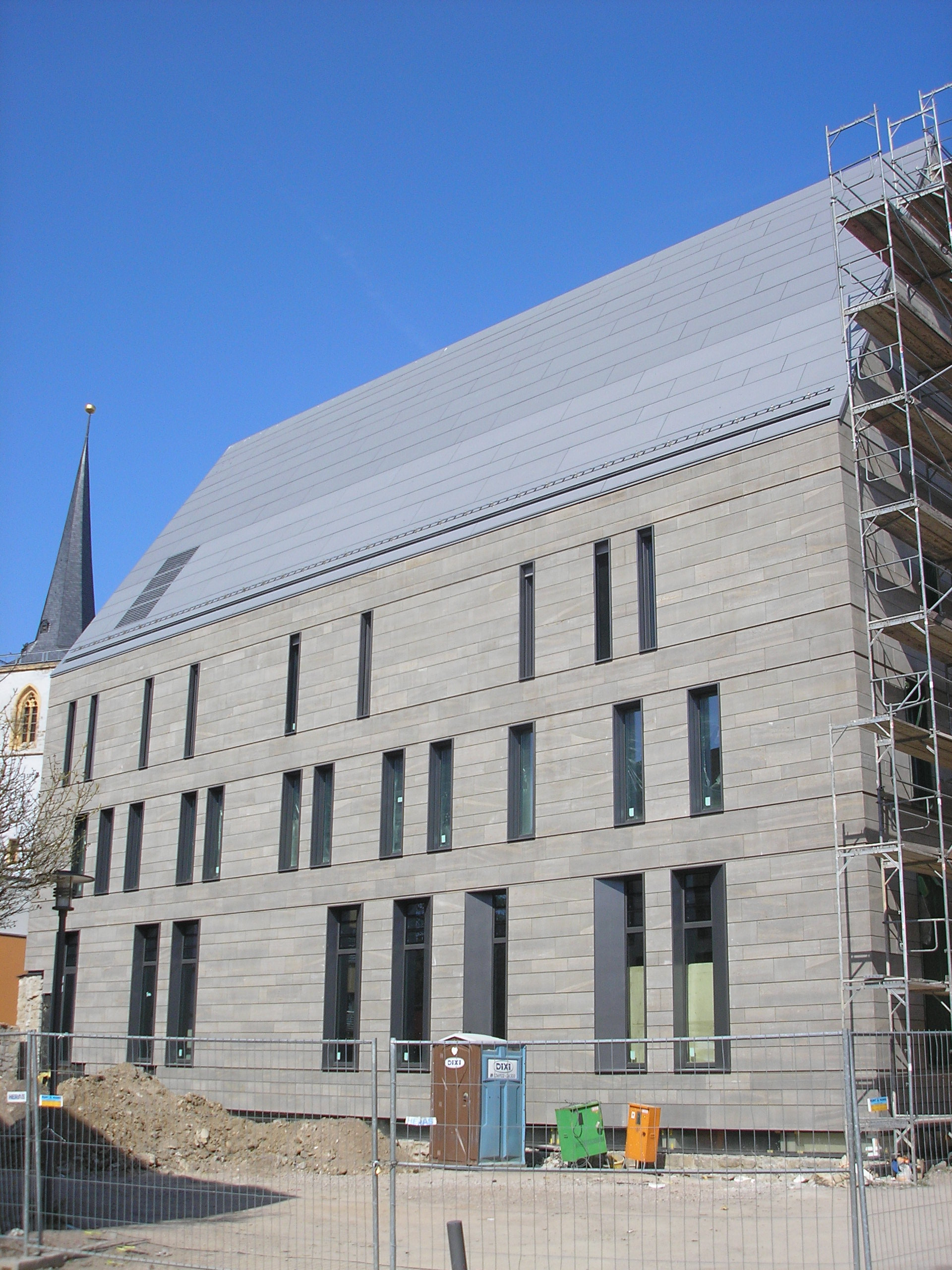
Neubau der Bibliothek

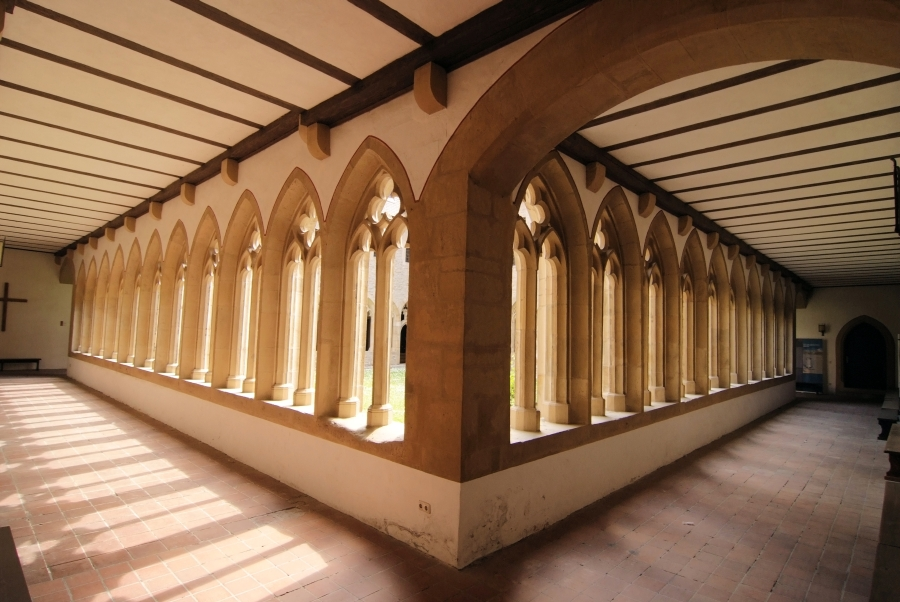
Kreuzgang

1996 bezogen die ersten vier Schwestern der evangelischen Communität Casteller Ring Räume des Klosters, womit eine Nutzung, ähnlich dem ursprünglichen Zweck, wiederhergestellt war. Die Communität zog sich jedoch Ostern 2011 wieder aus Erfurt zurück.
Von 2000 bis 2003 wurden die Klostergebäude restauriert und modernisiert. Seither dienen große Teile der Gebäude als Tagungszentrum. Ende 2003 wurde durch Treuhandvertrag die Stiftung Augustinerkloster zu Erfurt in der Obhut der Deutschen Stiftung Denkmalschutz gegründet. Deren Stiftungszweck ist insbesondere „die Sanierung, Restaurierung, Erhaltung, Pflege und der Wiederaufbau (Bibliothek und Waidhäuser) des nach dem Denkmalschutzgesetz des Landes Thüringen anerkannten Kulturdenkmals Augustinerkloster zu Erfurt und der dazugehörigen Anlagen“. 2004 wurde das Augustinerkloster auch als Kulturdenkmal von besonderer nationaler Bedeutung anerkannt. Im selben Jahr erfolgte die umfassende Restaurierung des Kreuzgangs.
Für die vorgesehenen Neubauten anstelle des 1945 zerstörten Bibliotheksgebäudes und der Waidhäuser wurde ein bundesweiter Architekturwettbewerb ausgeschrieben. Einem Architekturbüro aus Weimar wurde der erste Preis zuerkannt. Auf den Plätzen folgten ein Entwurf mit Flachdach für beide Gebäude und zwei weitere, die gewisse Ähnlichkeit mit Hochbunkern aufwiesen.
Im Jahr 2003 wurden einige Szenen des Spielfilms Luther in den Gebäuden des Klosters gedreht.
Am 31. Oktober 2006 verbrannte sich der Pfarrer im Ruhestand Roland Weißelberg auf dem Gelände des Klosters aus Protest gegen die „schleichende Islamisierung“ Deutschlands, wie er in einem Abschiedsbrief geschrieben hatte.
Wegen Weißelbergs Tat begannen die geplanten Bauarbeiten an der Klosterbibliothek später. Ab November 2006 wurden die Grundmauern der 1945 zerstörten Waidhäuser restauriert und die Kellerräume freigelegt. Im Februar 2008 erfolgte die Grundsteinlegung zum Neubau der Bibliothek, in anderer Funktion. Diese wurde etwas niedriger, sonst annähernd in früherer Kubatur mit heutigen Baumaterialien, modernen Fassaden und mit einem Glasgebäude als Treppenvorbau an der Nordseite errichtet. Die durch Insolvenz der Baufirma im Januar 2009 verzögerten Arbeiten wurden im Sommer 2010 abgeschlossen. Am 27. August wurde das Gebäude in einem Festakt samt Gottesdienst eingeweiht. Das Erdgeschoss des multifunktional genutzten Gebäudes enthält Tagungsräume, in den beiden Obergeschossen sind kirchliche Institutionen untergebracht. Fünf Millionen Euro sind in den Bau investiert worden. Die Bibliothek des Evangelischen Ministeriums, mit 60.000 Bänden eine der bedeutendsten kirchlichen Sammlungen in Deutschland, verbleibt im früheren Schlafsaal des Klosters.
Bereits im September 2008 wurden die Waidhäuser wiedereröffnet. Es handelt sich um einen modernen Bau auf teilweise neu errichteten Fundamenten, der nur in der Kubatur an einen Erfurter Waidspeicher erinnert. Er enthält 17 Gästezimmer und im Keller einen Andachtsraum.
Am 23. September 2011 besuchte Papst Benedikt XVI. im Rahmen seines Deutschlandbesuches das ehemalige Augustinerkloster.
Von Januar 2002 bis November 2013 war Lothar Schmelz Kurator; seit Dezember 2013 ist Carsten Fromm Kurator des Augustinerklosters.

#### Ort der Stille
Ein Ort der Stille im alten Keller des Neubaus erinnert an die 267 Opfer der britischen Luftmine vom 25. Februar 1945. Deren Namenstafeln befinden sich innen vor dem verschütteten Notausgang des ehemaligen Luftschutzkellers. Eine Tafel schildert die Zerstörung des Klosters, eine andere enthält den Bericht eines 17-jährigen Offiziersanwärters über die Bergung der Opfer. In dem Gedenkraum wurde auch das 2008 dem Augustinerkloster überreichte Kreuz der Internationalen Nagelkreuzgemeinschaft aufgestellt. Ein Hinweis auf den Charakter des Ortes der Stille für den Besucher draußen fehlt.

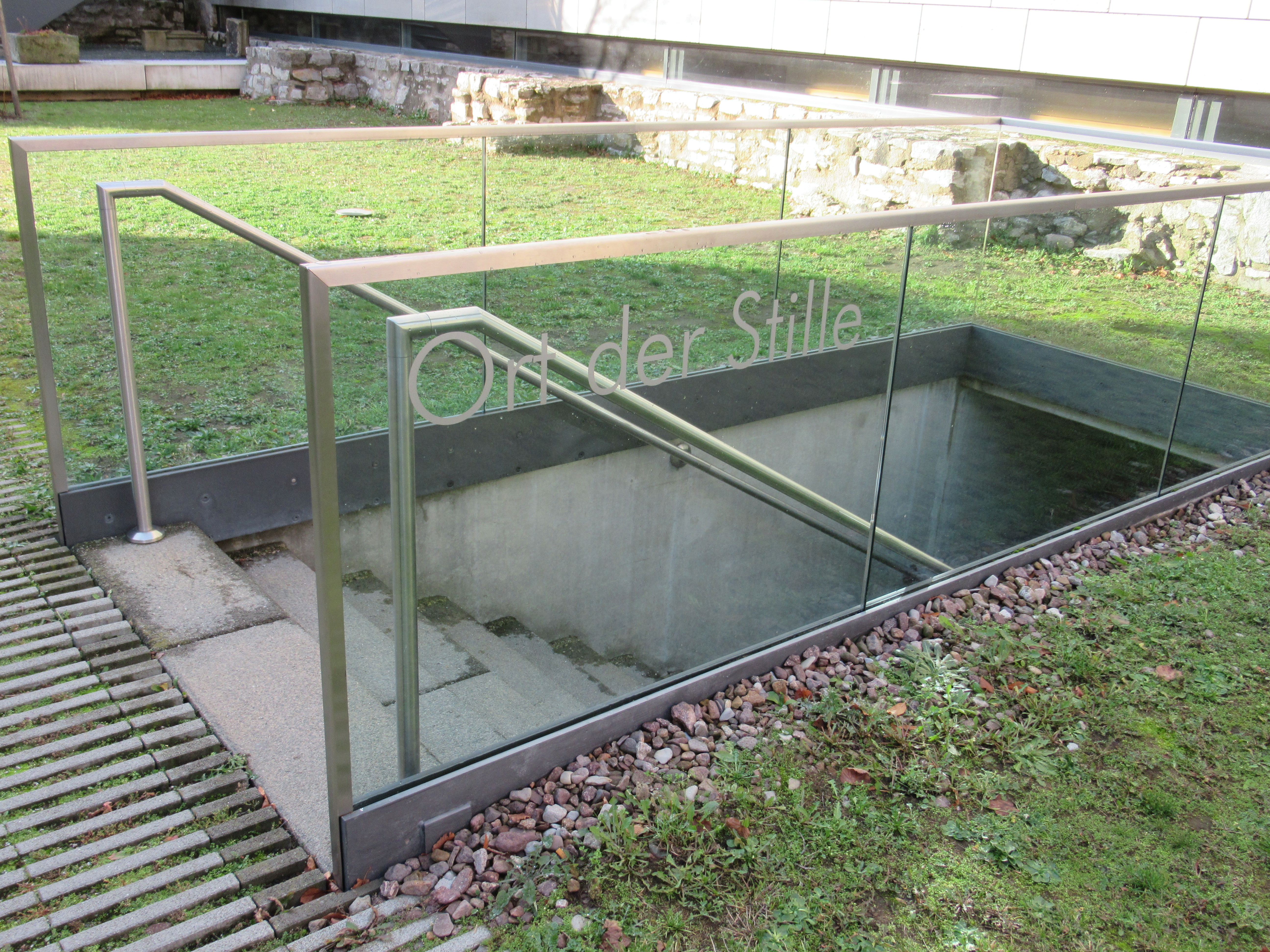
Zugang zur Gedenkstätte
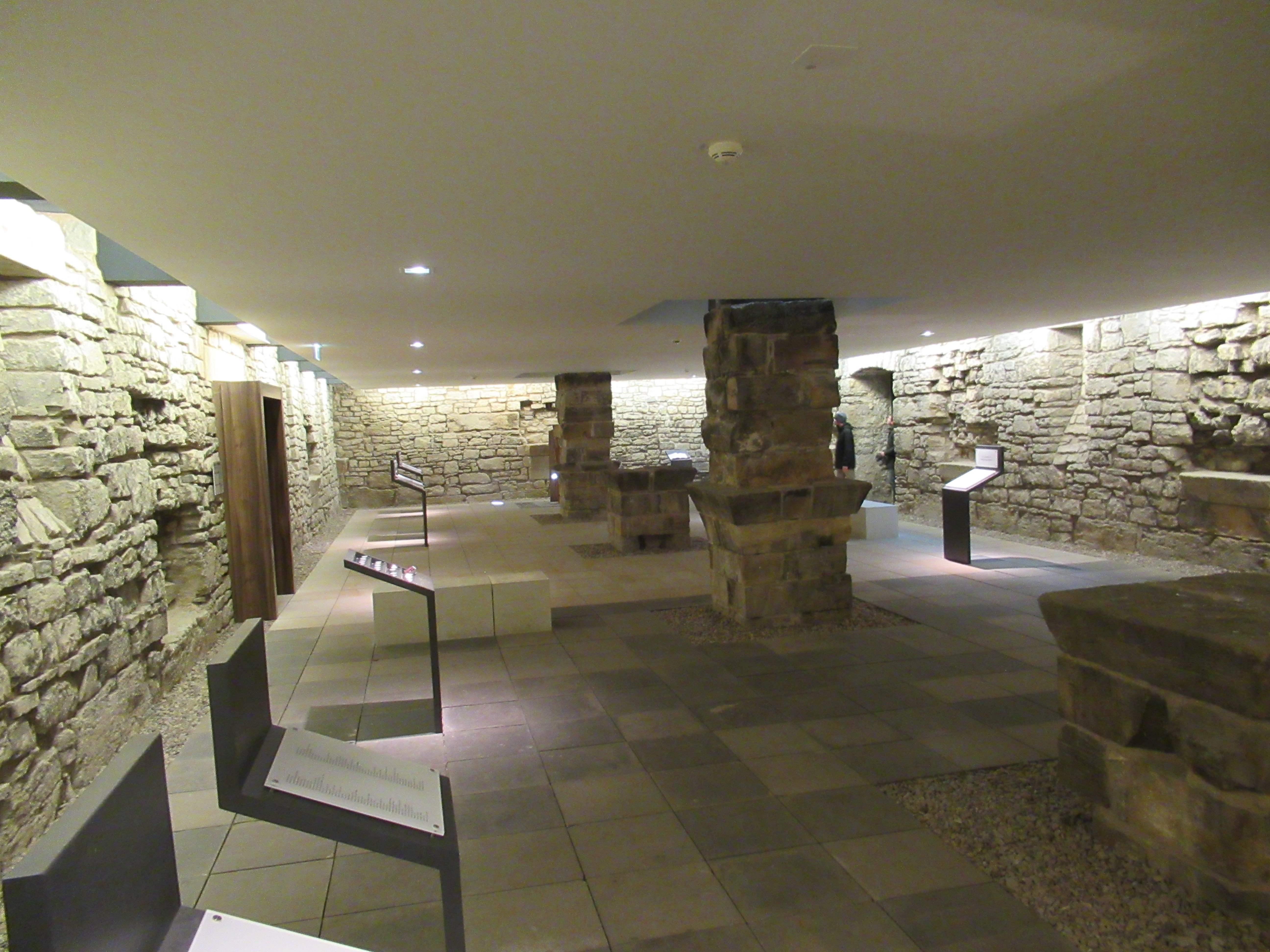
Gedenkraum im früheren Luftschutzkeller des Bibliotheksgebäudes
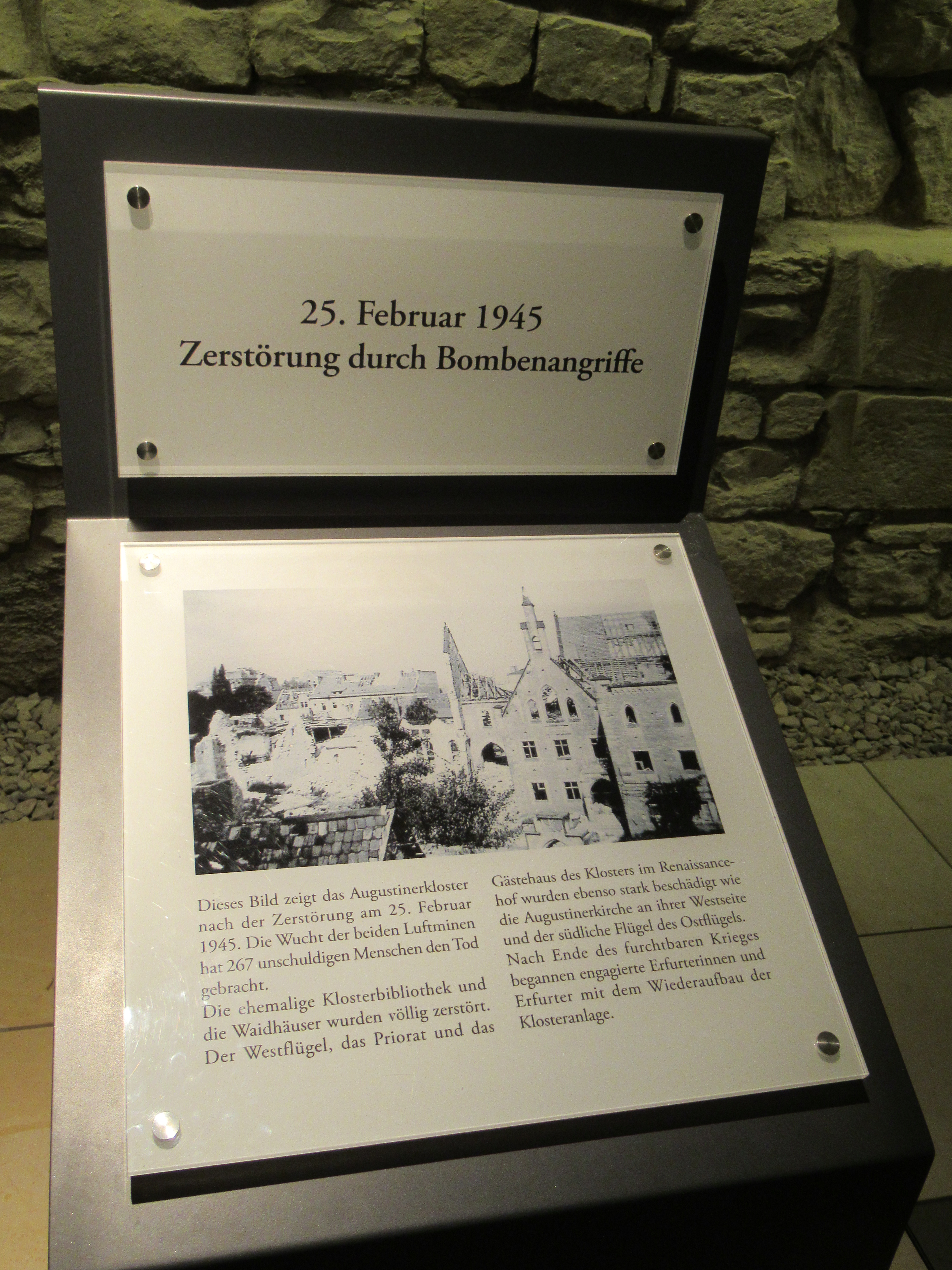
Tafel zum Luftangriff am 25. Februar 1945
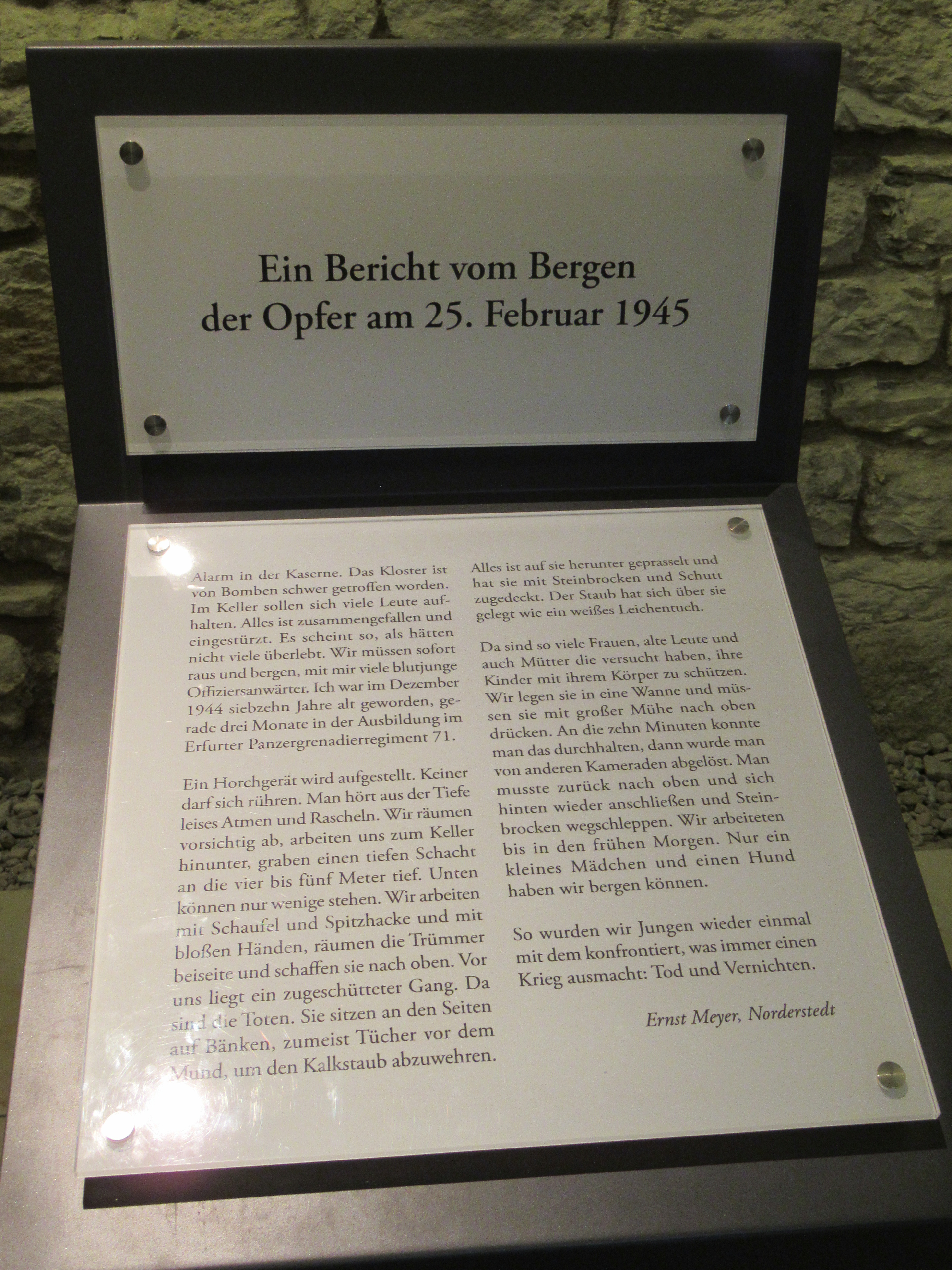
Tafel zur Opfer-Bergung durch Soldaten
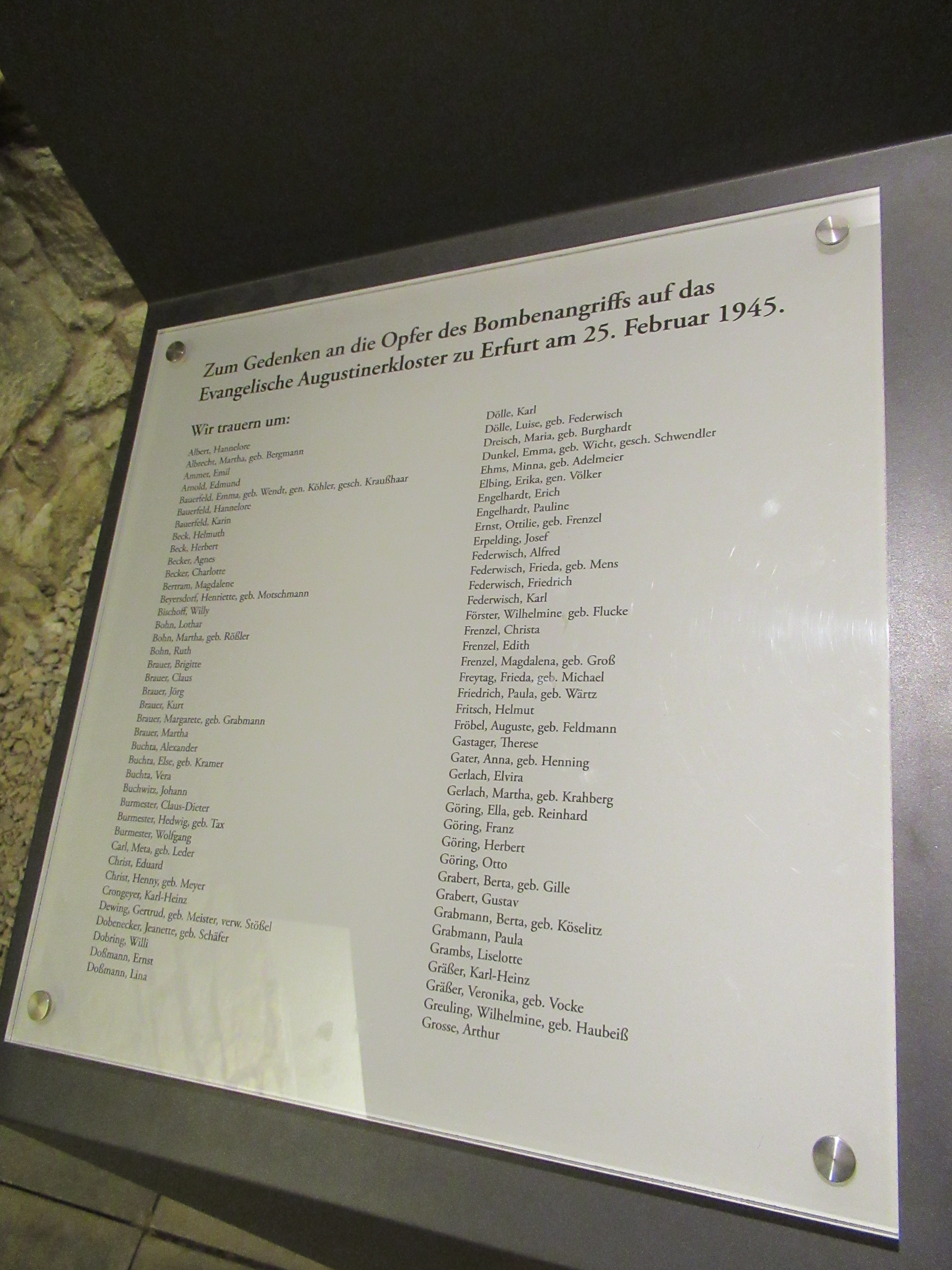
Erste Tafel mit Namen von Bombentoten
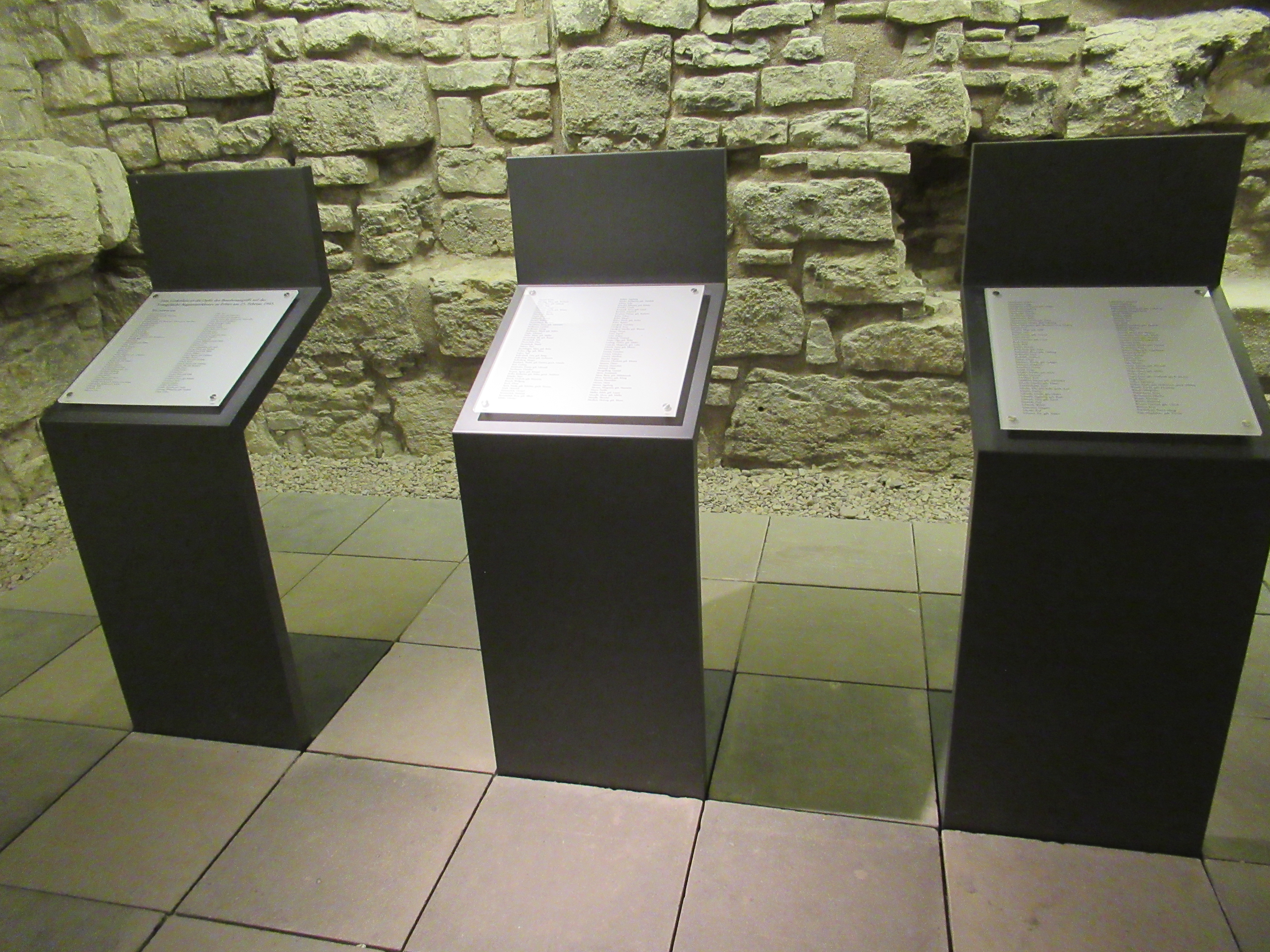
Namen aller 267 Toten
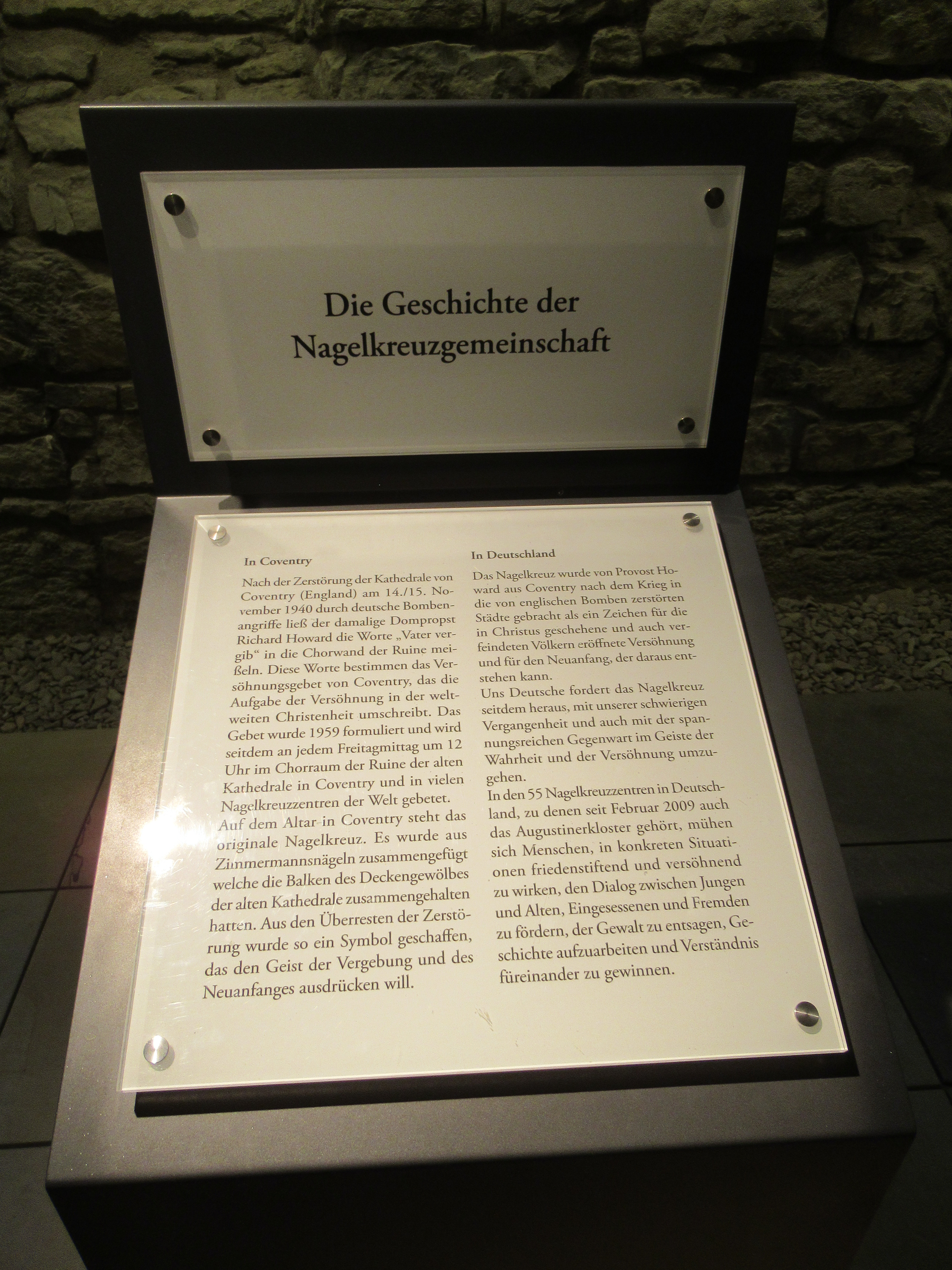
Nagelkreuzgemeinde

#### Ausstellungen

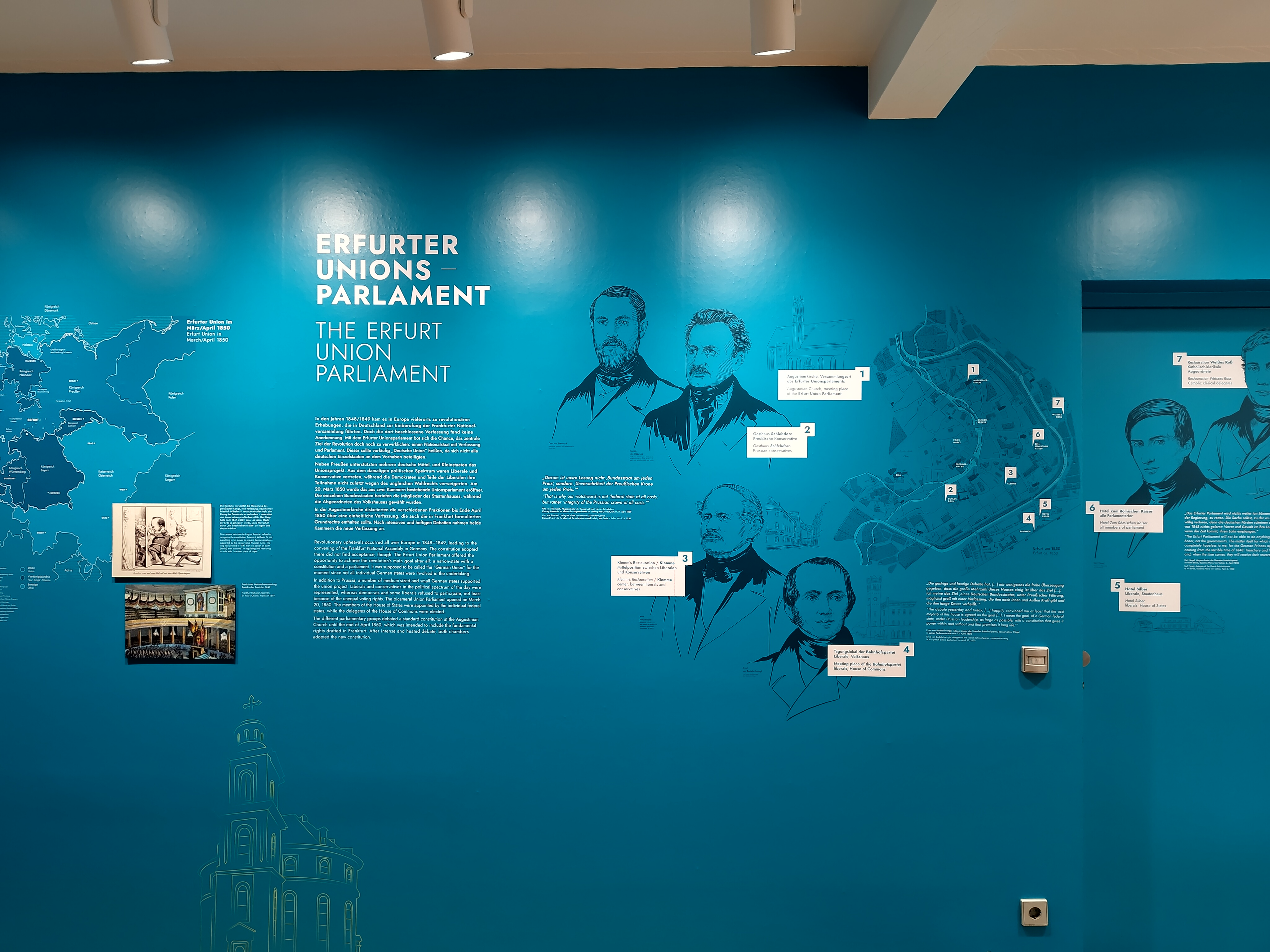
Wandansicht mit Texten und Infografiken zum "Erfurter Unionsparlament"

Seit 1980 werden im Augustinerkloster auch Ausstellungen gezeigt. Im Jahr 2002 wurde die Dauerausstellung Bibel – Kloster – Luther eröffnet, die sich inhaltlich der Geschichte der Bibel, dem Leben der Mönche im Kloster und der Bedeutung des späteren Reformators Martin Luther für das Augustinerkloster und für die Stadt Erfurt widmete.

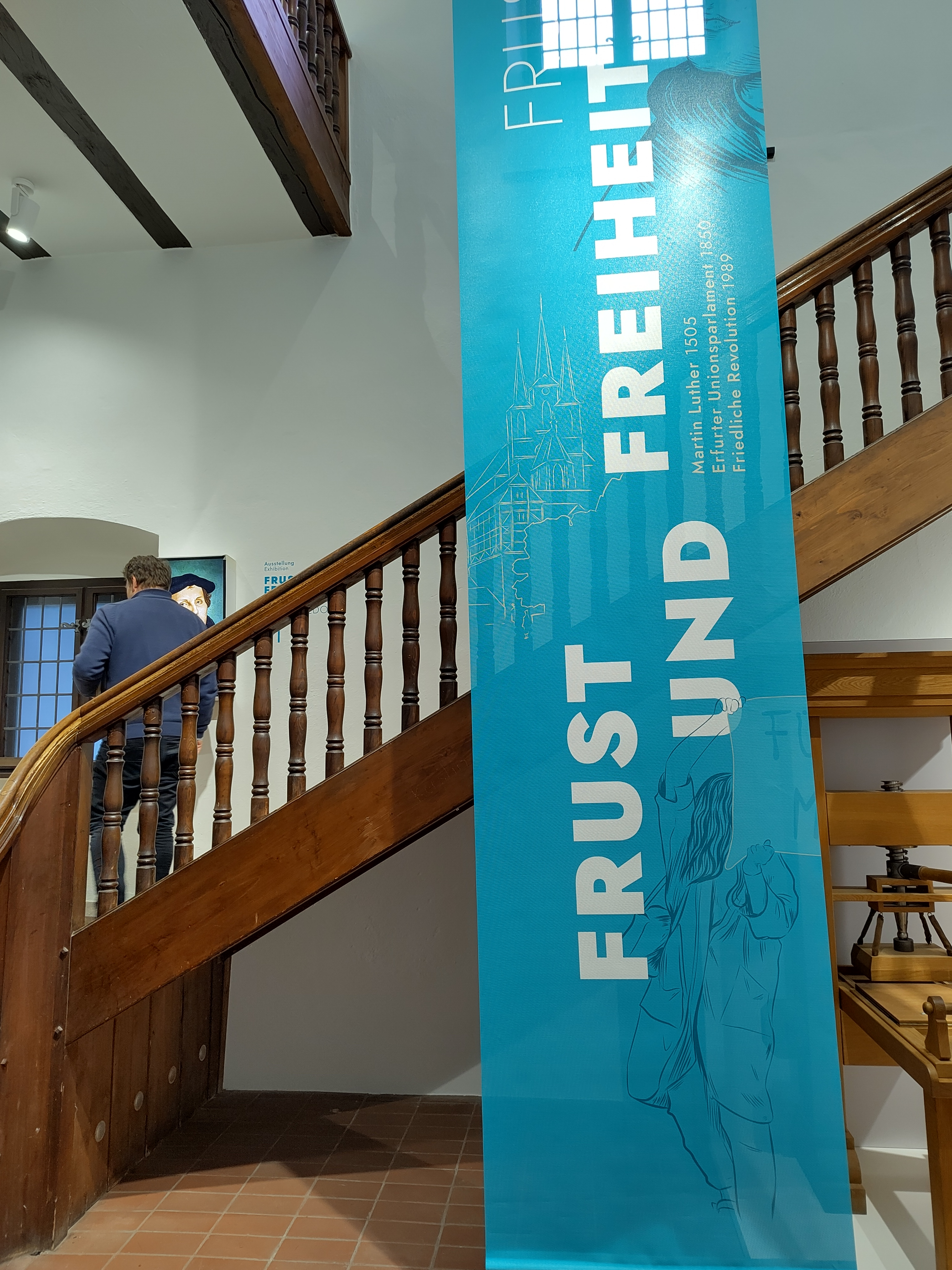
Banner im Eingangsbereich zur Dauerausstellung "Frust und Freiheit" im Ev. Augustinerkloster zu Erfurt

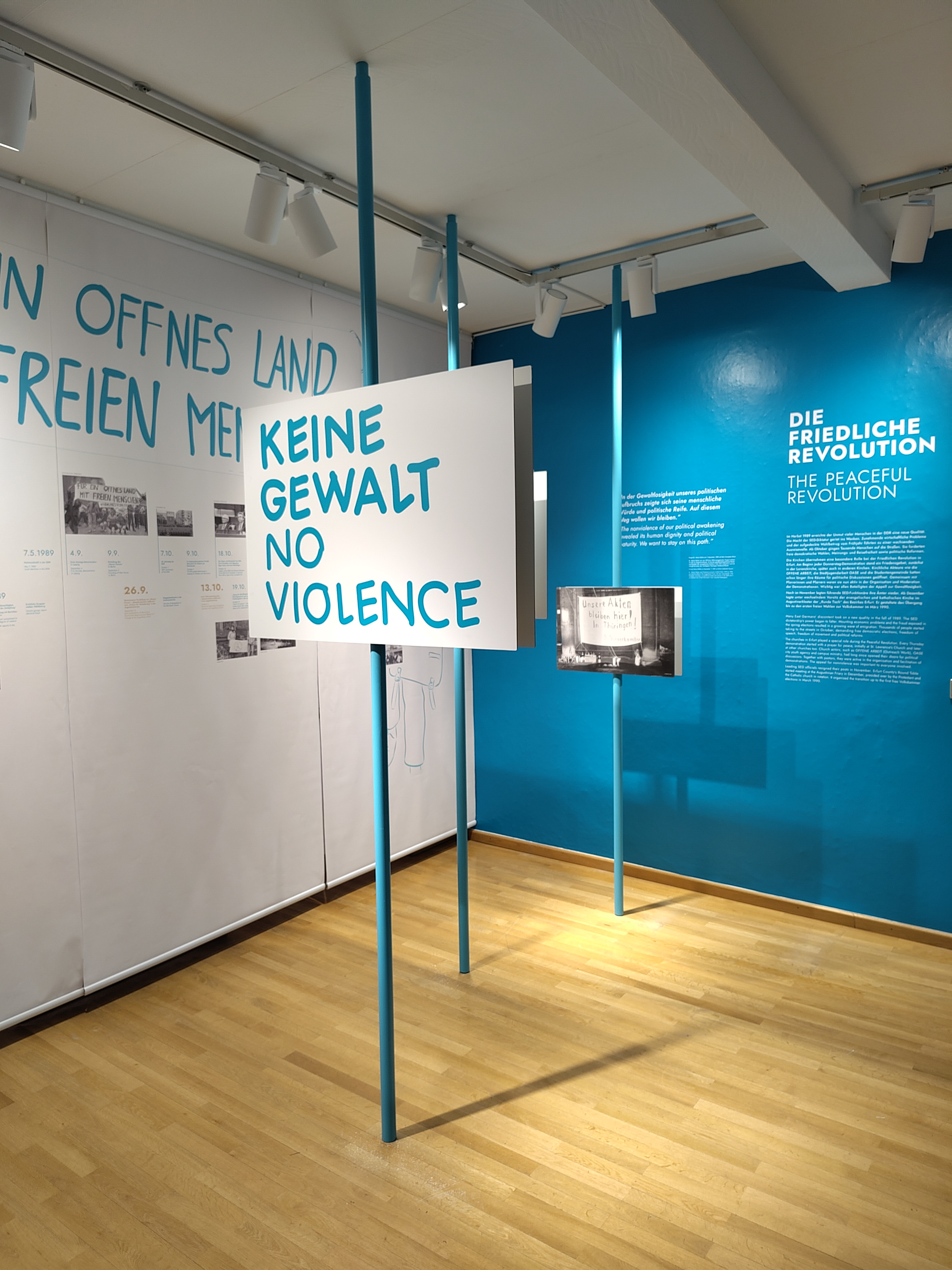
Blick in den Ausstellungsbereich zur Friedlichen Revolution in Erfurt mit Schwerpunkt auf der Rolle der Kirche

Im März 2025 wurde am selben Ort eine neue Dauerausstellung mit dem Titel Frust und Freiheit. Martin Luther 1505, Erfurter Unionsparlament 1850, Friedliche Revolution 1989 eröffnet, die von Mitarbeitenden des Augustinerklosters in Zusammenarbeit mit dem Lutherhaus Eisenach kuratiert wurde. Inhaltlich behandelt die Ausstellung schwerpunktmäßig Luthers Zeit im Erfurter Augustinerkloster, das Erfurter Unionsparlament, das in der Augustinerkirche tagte, sowie die Friedliche Revolution 1989 in Erfurt. Daneben werden aber auch die Bedeutung Erfurts als Zentrum der Druckkunst im 16. Jahrhundert und die Geschichte der Bibliothek des Evangelischen Ministeriums dargestellt.

## Orgel in der Klosterkirche
Die Orgelanlage der Klosterkirche wurde 1938 von der Orgelbaufirma E. F. Walcker & Cie (Ludwigsburg) erbaut. Das Instrument besteht aus der Hauptorgel auf der Westempore, mit Hauptwerk, Positiv und Pedal (33 Register), und der Chororgel an der Südwand des Chores, mit Schwellwerk und Pedal (21 Register). Beide Instrumente sind selbständig, haben jeweils einen eigenen Spieltisch, von denen aus auch die andere Orgel angespielt werden kann. Die Orgeln wurden zuletzt ab 1999 umfassend restauriert und am 29. Juni 2003 erneut eingeweiht.
| I Hauptwerk C– |            |       |
| 1.             | Quintatoen | 16′   |
| 2.             | Prinzipal  | 8′    |
| 3.             | Gedackt    | 8′    |
| 4.             | Salizional | 8′    |
| 5.             | Oktave     | 4′    |
| 6.             | Rohrflöte  | 4′    |
| 7.             | Quinte     | 2 ⁄3′ |
| 8.             | Prinzipal  | 2′    |
| 9.             | Mixtur V   |       |
| 10.            | Trompete   | 8′    |

| II Positiv C– |                 |        |
| 11.           | Grob-Gedackt    | 8′     |
| 12.           | Rohrflöte       | 8′     |
| 13.           | Quintatoen      | 8′     |
| 14.           | Ital. Prinzipal | 4′     |
| 15.           | Gemshorn        | 4′     |
| 16.           | Blockflöte      | 4′     |
| 17.           | Waldflöte       | 2′     |
| 18.           | Terz            | 1 3⁄5′ |
| 19.           | Quinte          | 1 ⁄3′  |
| 20.           | Sifflöte        | 1′     |
| 21.           | Cymbel IV       |        |
| 22.           | Krummhorn       | 8′     |
|               | Tremolo         |        |

| Pedal C– |                 |         |
| 23.      | Untersatz       | 32′     |
| 24.      | Prinzipalbass   | 16′     |
| 25.      | Kontrabass      | 16′     |
| 26.      | Subbass         | 16′     |
| 27.      | Oktavbass       | 8′      |
| 28.      | Prinzipalbass   | 4′      |
| 29.      | Prinzipal       | 2′ + 1′ |
| 30.      | Mixtur V        |         |
| 31.      | Posaune         | 16′     |
| 32.      | Trompetenbass   | 8′      |
| 33.      | Singend-Kornett | 2′      |

| III Schwellwerk (Chororgel) C– |                  |        |
| 34.                            | Bourdon          | 16′    |
| 35.                            | Flöten-Prinzipal | 8′     |
| 36.                            | Liebl. Gedackt   | 8′     |
| 37.                            | Spitzflöte       | 8′     |
| 38.                            | Undamaris        | 8′     |
| 39.                            | Prinzipal        | 4′     |
| 40.                            | Koppelflöte      | 4′     |
| 41.                            | Nasat            | 2 ⁄3′  |
| 42.                            | Schwiegel        | 2′     |
| 43.                            | Prinzipal        | 2′     |
| 44.                            | Terz             | 1 3⁄5′ |
| 45.                            | Quinte           | 1 ⁄3′  |
| 46.                            | Scharff V        |        |
| 47.                            | Sordun           | 16′    |
| 48.                            | Horn             | 8′     |
| 49.                            | Schalmei         | 4′     |
|                                | Tremolo          |        |

| Pedal (Chororgel) C– |              |     |
| 50.                  | Gedacktbass  | 16′ |
| 51.                  | Violon       | 8′  |
| 52.                  | Gedacktflöte | 8′  |
| 53.                  | Choralbass   | 4′  |
| 54.                  | Bauernflöte  | 2′  |

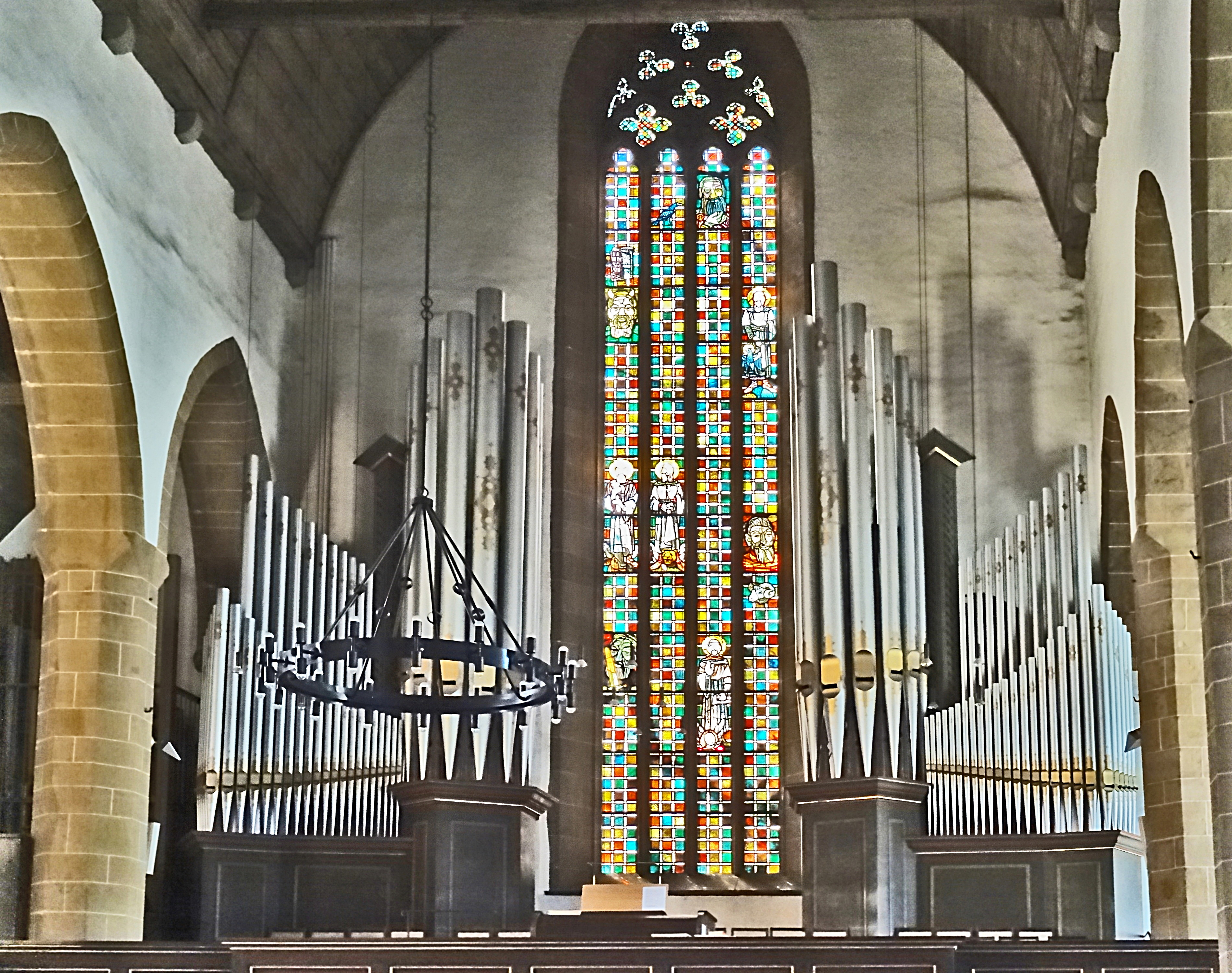
Hauptorgel

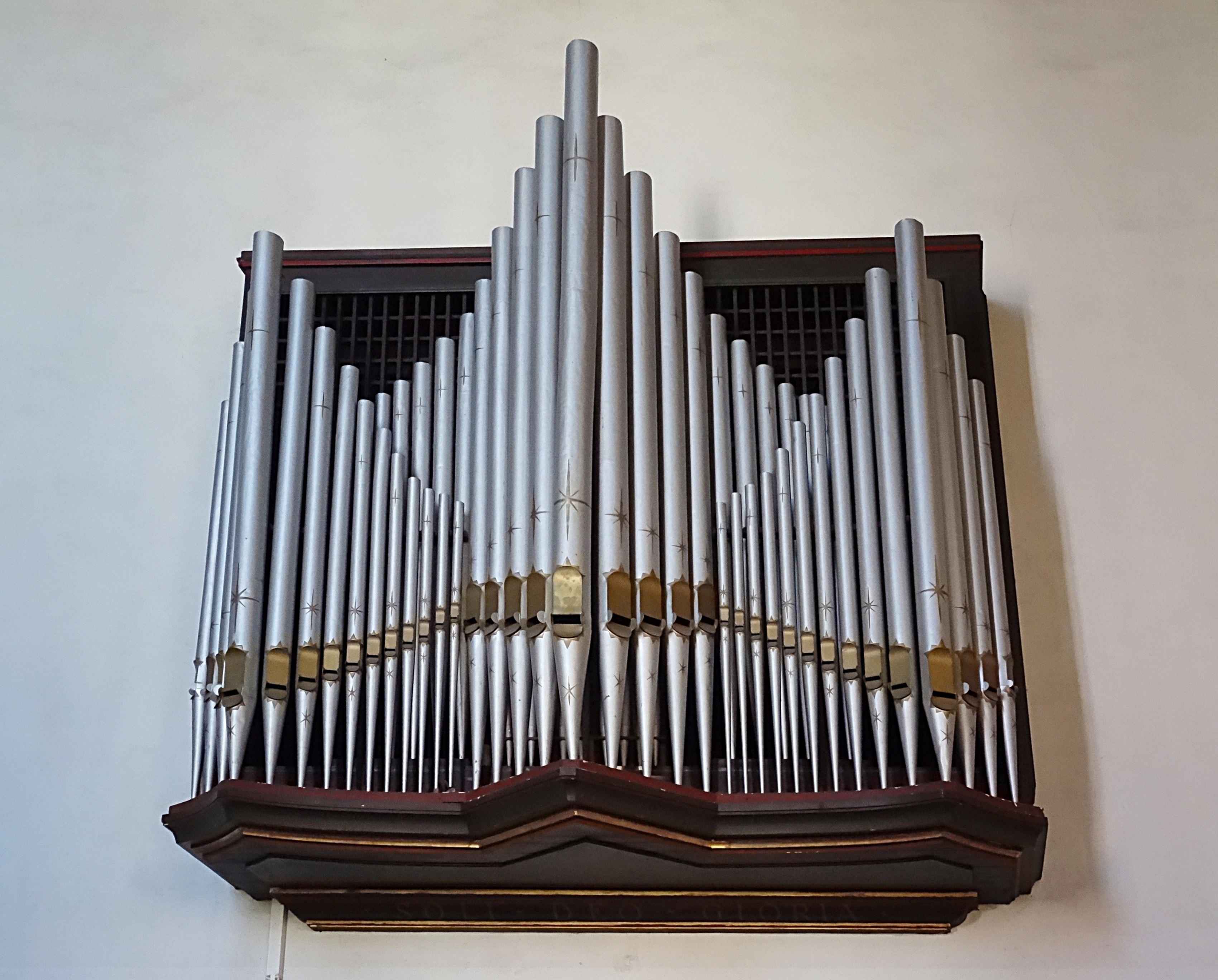
Chororgel

- Koppeln: III/I, III/II, II/I, I/P, II/P, IIIP
- Spielhilfen: Registercrescendo, Generalkoppel Pedal-Tutti, vier freie Kombinationen, Handregister, Absteller.